# Pacifische zalmen
Pacifische zalmen en forellen (Oncorhynchus) vormen een geslacht binnen de familie van de zalmen en forellen. Deze zalmen en forellen hebben alle hun verspreidingsgebied in de noordelijke Grote Oceaan. Ze paaien in het zoete water en overleven de paai niet, met uitzondering van de regenboogforel, dit in tegenstelling tot de Atlantische zalm (Salmo salar). 

## Nadere beschrijving
De naam betekent Haakbek, Onco = haak rhynchus = bek, en slaat op de sterk gebogen kaken van de mannetjes in de paartijd. De bek wordt dan alleen nog maar gebruikt om rivalen mee te bestrijden en is niet meer geschikt om mee te eten, wat de dieren tijdens het verblijf in het zoete water dan ook niet meer doen. Ze zijn toch nog wel aan de hengel te vangen omdat ze soms uit irritatie naar het aas grijpen en zich dan met een draaibeweging vastzetten.

## Bekende soorten
(volledige lijst zie onder taxonomie)
- Sockeyezalm- Oncorhynchus nerka
- Chinookzalm - Oncorhynchus tshawytscha ook wel Koningszalm
- Cohozalm - Oncorhynchus kisutch
- Chumzalm - Oncorhynchus keta
- Bultrugzalm- Oncorhynchus gorbuscha
- 'Steelhead'-regenboogforel - Oncorhynchus mykiss , een naar zee trekkende vorm van de regenboogforel
- Japanse zalm - Oncorhynchus masou
- 'Cutthroat'-forel - Oncorhynchus clarkii

Andere Oncorhynchus-soorten zijn forellen die niet naar zee trekken. Van enkele van de bovenstaande soorten bestaan ook variëteiten die hun hele leven in zoet water blijven. Soms komen zelfs twee variëteiten naast elkaar in dezelfde rivier voor.

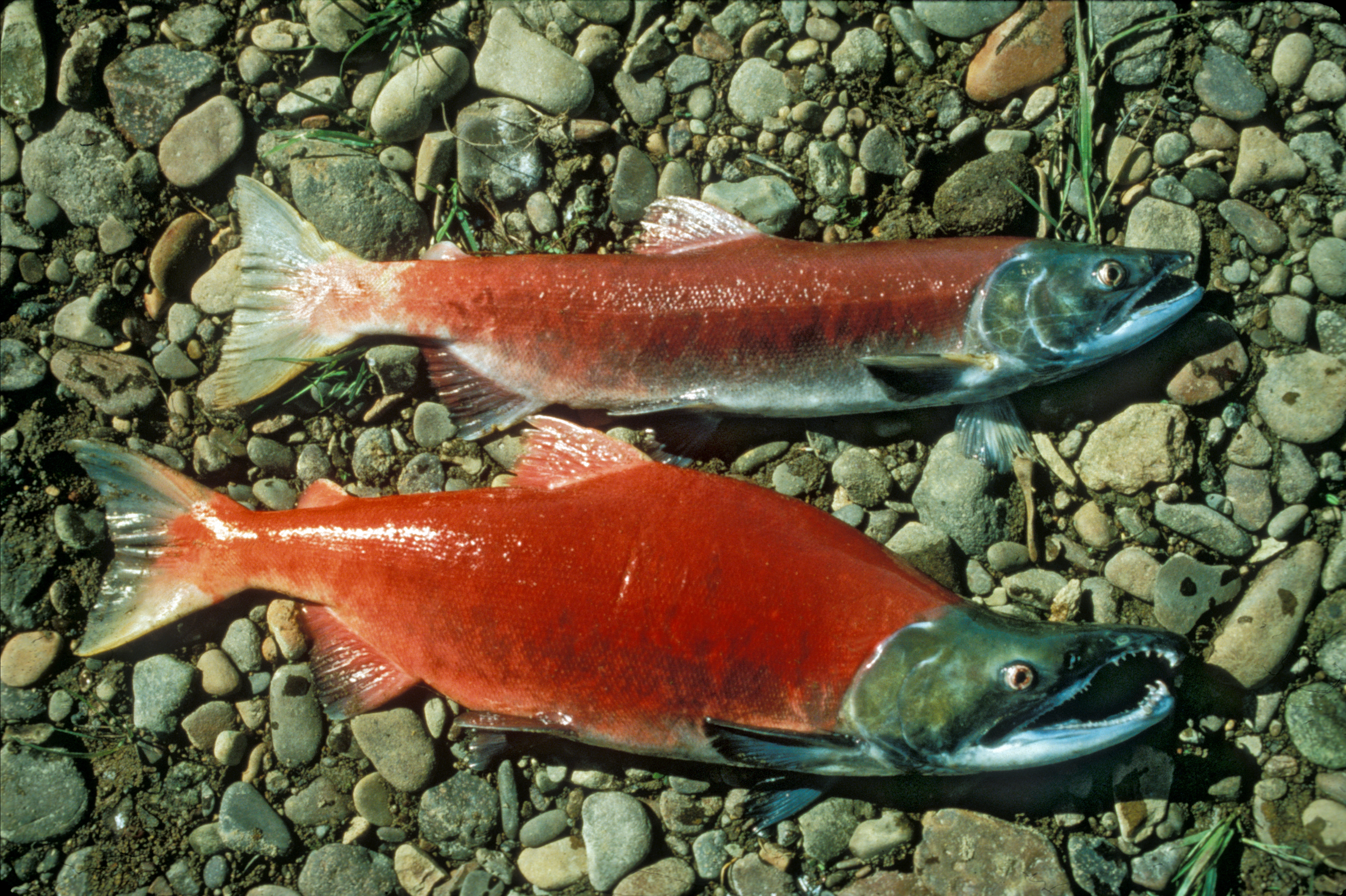
Sockeye zalm
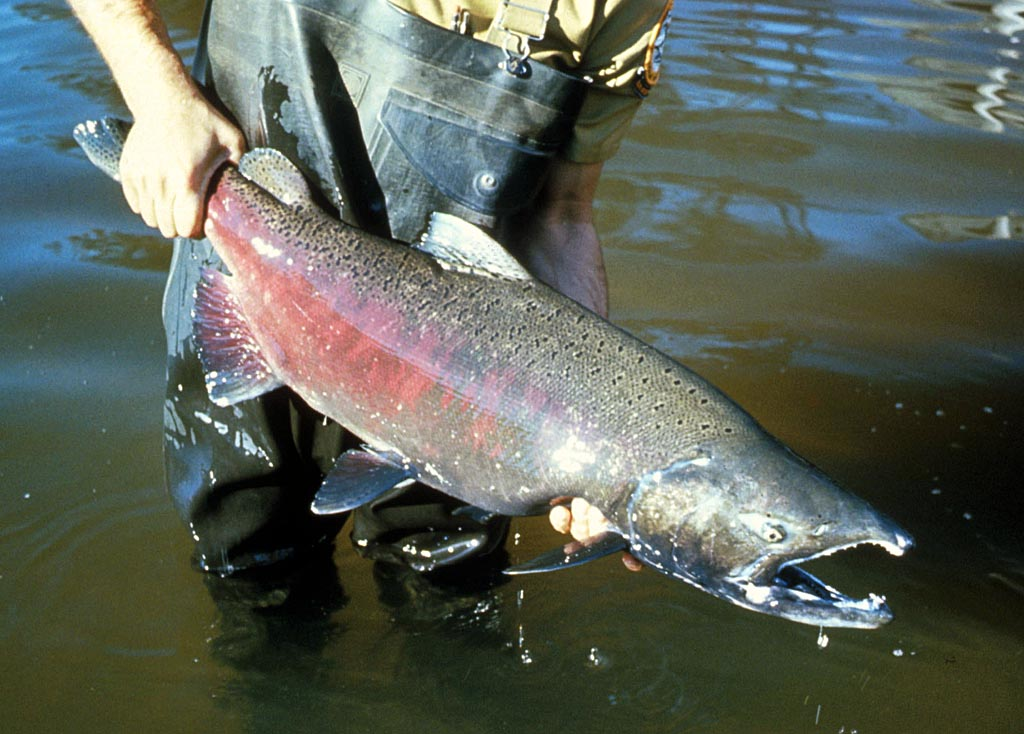
Winterchinookzalm
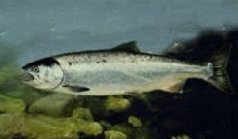
Coho zalm
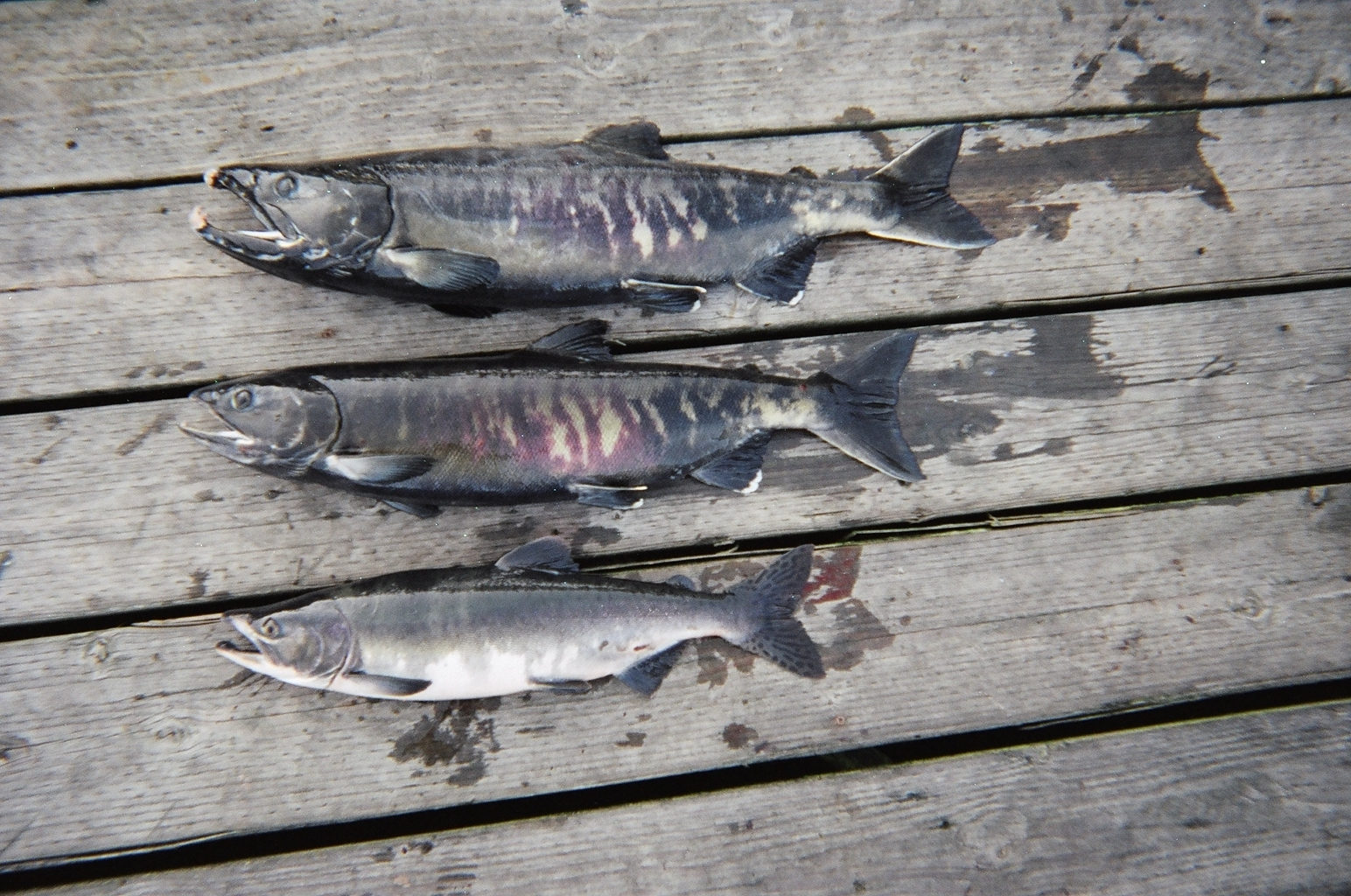
Chum zalm
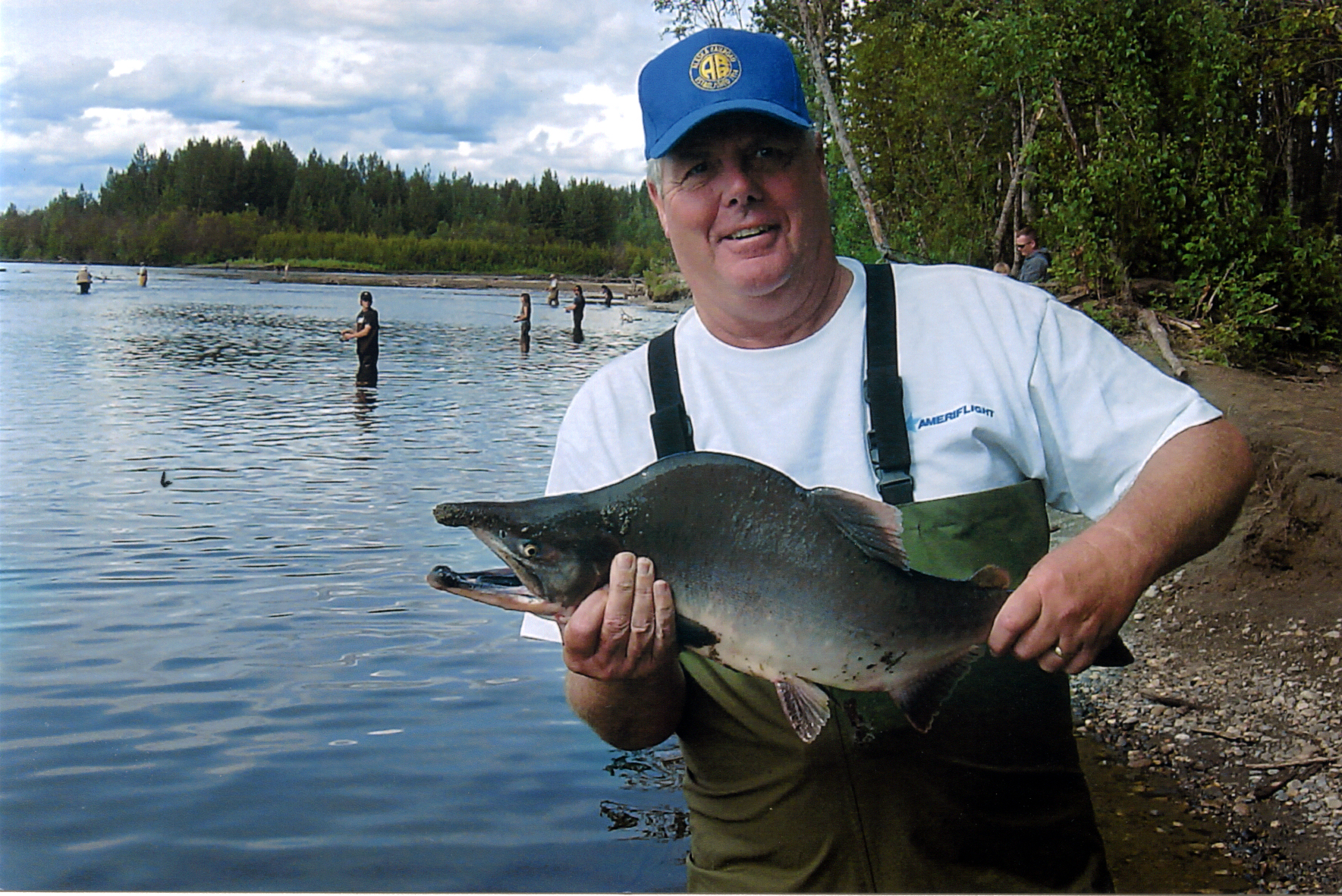
Roze zalm
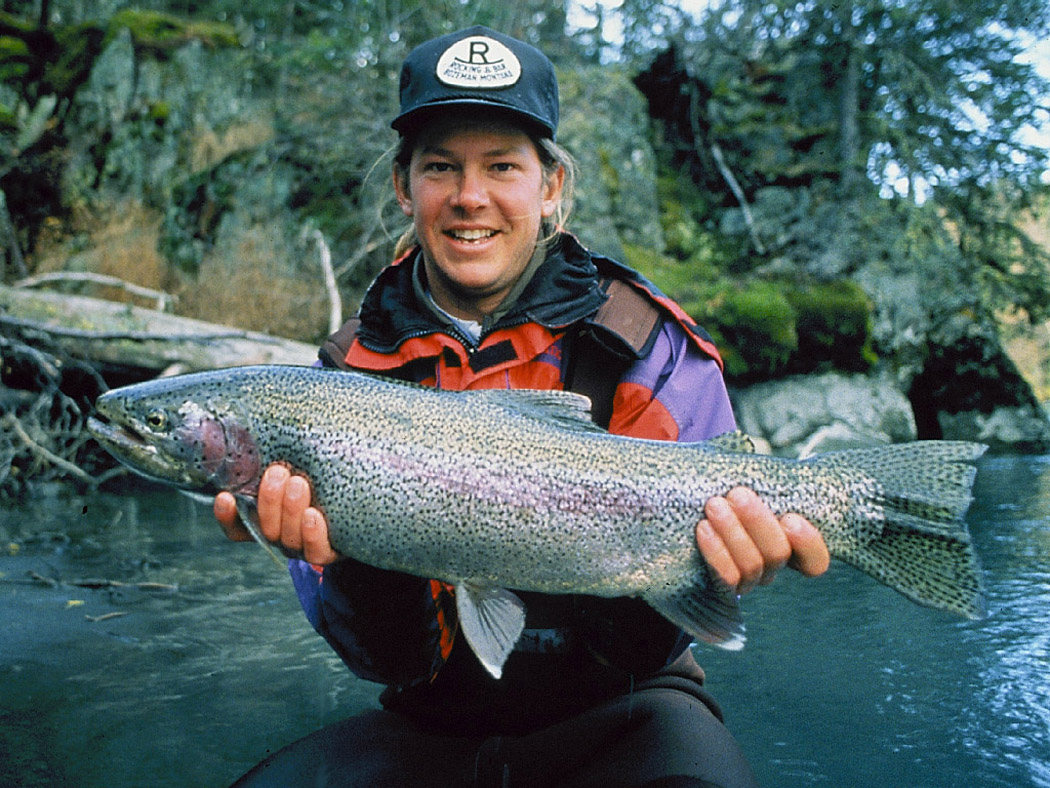
Regenboogforel (steelhead)
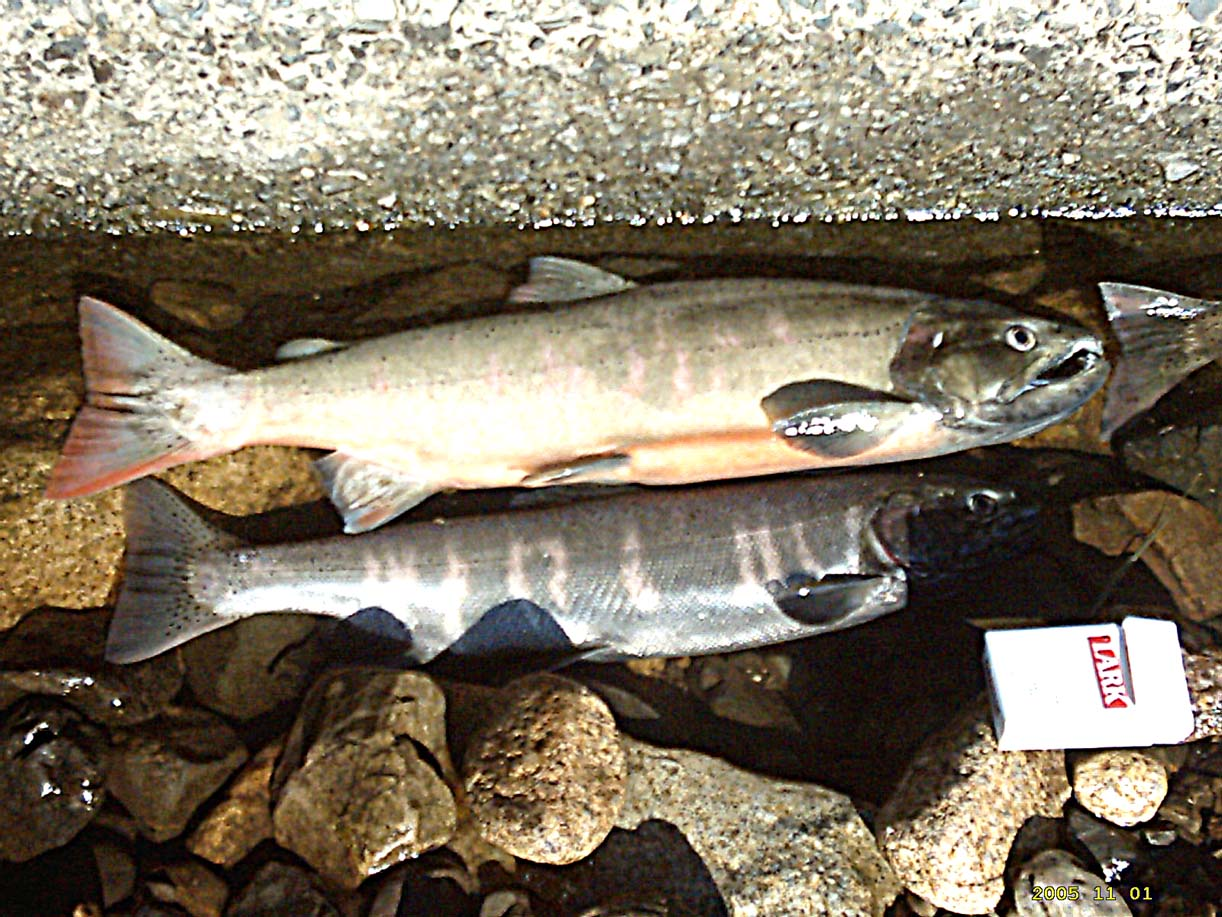
Biwazalm

## Noot
1. ↑  De term zalm wordt meestal gebruikt voor vormen die anadroom zijn, maar er zijn ook soorten die forel heten en ook anadroom zijn

## Taxonomie
De volgende soorten worden tot het geslacht gerekend:
- Oncorhynchus aguabonita (Jordan, 1892)
- Oncorhynchus apache (Miller, 1972)
- Oncorhynchus chrysogaster (Needham & Gard, 1964)
- Oncorhynchus clarkii clarkii (Richardson, 1836)
- Oncorhynchus clarkii pleuriticus (Cope, 1872)
- Oncorhynchus formosanus (Jordan & Oshima, 1919)
- Oncorhynchus gilae (Miller, 1950)
- Oncorhynchus gorbuscha (Walbaum, 1792) – Roze zalm
- Oncorhynchus iwame Kimura & Nakamura, 1961
- Oncorhynchus kawamurae Jordan & McGregor, 1925
- Oncorhynchus keta (Walbaum, 1792) – Chumzalm
- Oncorhynchus kisutch (Walbaum, 1792) – Cohozalm
- Oncorhynchus masou macrostomus (Günther, 1877)
- Oncorhynchus masou masou (Brevoort, 1856) – Japanse zalm
- Oncorhynchus mykiss (Walbaum, 1792) – Regenboogforel
- Oncorhynchus nerka (Walbaum, 1792) – Rode zalm
- Oncorhynchus rhodurus Jordan & McGregor, 1925
- Oncorhynchus tshawytscha (Walbaum, 1792) – Chinookzalm